# Combien de pas jusqu'à la lune
Combien de pas jusqu'à la lune est un roman biographique historique écrit par Carole Trébor et publié chez Albin Michel en 2019.
Ce livre est une biographie de la mathématicienne américaine Katherine Johnson, née Coleman. En 2015, Johnson reçoit des mains du président des États-Unis Barack Obama la Médaille présidentielle de la Liberté. L'année suivante, elle est intégrée dans la série les 100 femmes d'exception de la BBC.

## Description

### Synopsis
Dans les années 1920, en Virginie occidentale, Joshua et Joylette vivent modestement avec leurs quatre enfants. Ils transmettent à leur progéniture la curiosité du monde et une dignité teintée de modestie. Le père répète souvent : « Vous êtes aussi bons que n'importe qui dans cette ville, mais vous n'êtes pas meilleurs. » Parmi les enfants, Katherine, la plus jeune, se distingue par sa passion pour les chiffres. Elle compte les pas pour se rendre à l'école, mesure la hauteur des arbres et se questionne sur la distance qui sépare la Terre de la Lune. Ses aptitudes exceptionnelles lui permettent d'entrer au lycée à l'âge de dix ans et d'obtenir ses diplômes universitaires à dix-huit ans. Elle débute ensuite une carrière d'enseignante, mais elle est attirée par un autre destin.
Dans une Amérique où les droits des Noirs et des femmes sont encore à conquérir, Katherine trace consciencieusement son chemin dans le domaine de l'ingénierie aérospatiale, d'abord à la NACA, puis à la NASA. Malgré les réticences d'un milieu masculin marqué par la ségrégation et la misogynie, elle prouve sa légitimité au fil des années grâce à la précision de ses équations et à l'ingéniosité de ses raisonnements. En 1962, l'astronaute John Glenn lui demande de vérifier la justesse de ses calculs de trajectoire avant son départ en orbite autour de la Terre. Sept ans plus tard, elle se voit confier le calcul de la trajectoire d'Apollo 11 avec pour objectif la Lune. Dans l'ombre des hommes, Katherine contribue, à sa manière, à faire progresser les droits des femmes et des Noirs.

## Accueil
Le roman reçoit un bon accueil des lecteurs. Le livre est notamment nommé dans la sélection des Prix Tangente des lycéens 2021.

## Postérité
- En 2021, le livre a été qualifié vainqueur aux Prix Tangente des lycéens 2021[3].

## Relation
Katherine Johnson, ainsi que Dorothy Vaughan et Mary Jackson font l'objet du livre intitulé Les Figures de l'ombre de Margot Lee Shetterly, adapté au cinéma en 2016 sous le titre Les Figures de l'ombre, où elle est incarnée par l'actrice Taraji P. Henson. Le personnage de Katherine Johnson, interprété par Nadine Ellis, apparaît également dans l'épisode 8 de la saison 1 de la série Timeless intitulé Space Race.